# Ruše

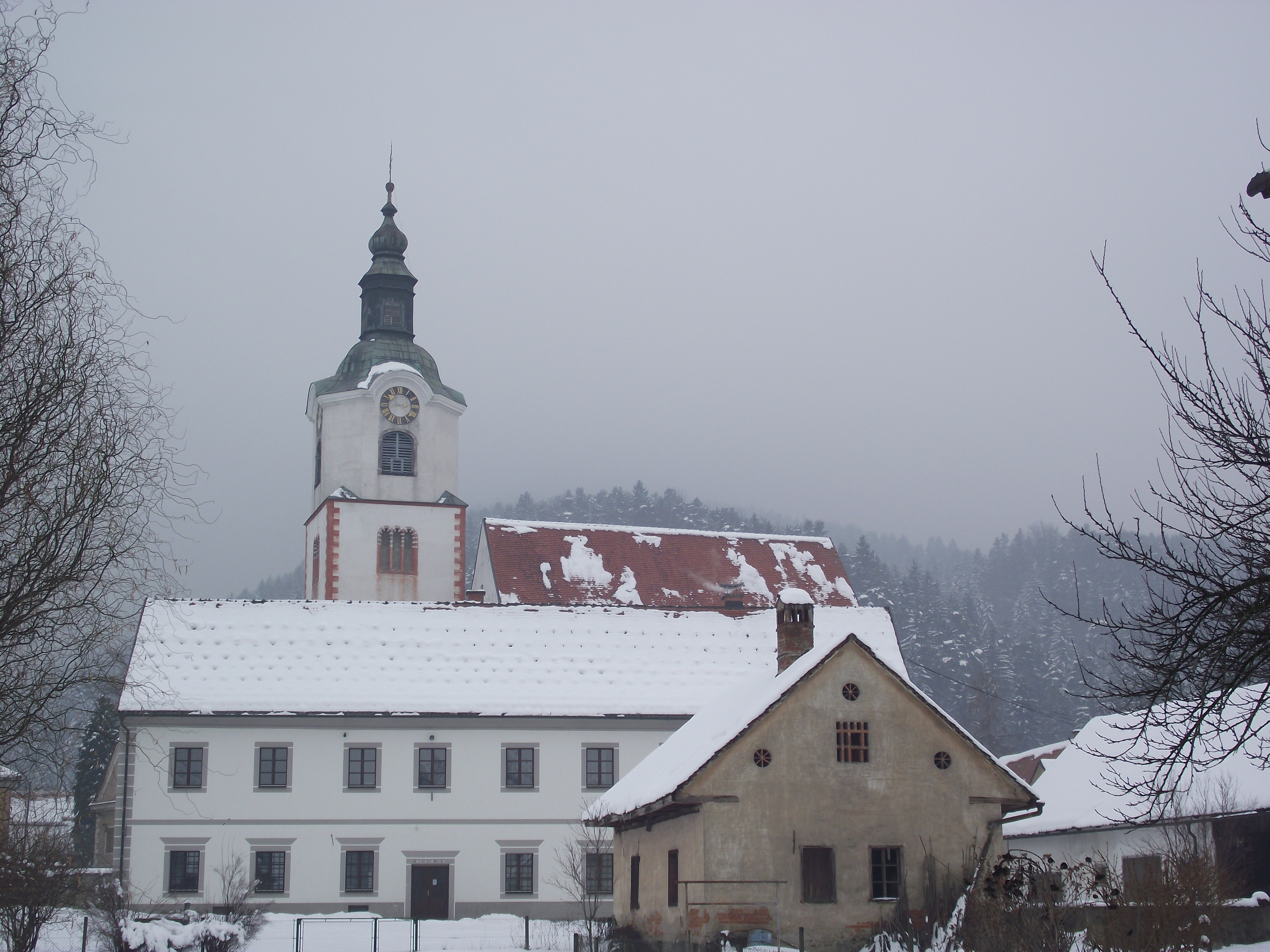
Església de Ruše

Ruše (alemany: Maria Rast; població 10.000 habitants) és un poble i un municipi d'Eslovènia. Es troba al costat del riu Drave, entre la muntanya Pohorje i la serralada de Kozjak. És el poble més gran d'Eslovènia, aproximadament a 12 km de Maribor, la capital de la regió d'Estíria.